# Илемсельга
И́лемсельга (карел. Il’omšel’g) — деревня в составе Кедрозерского сельского поселения Кондопожского района Республики Карелия.

## Общие сведения
Расположена на западном берегу озера Илемозеро, станция Октябрьской железной дороги.
В 1878 году в деревне была построена церковь Флора и Лавра, ныне утрачена.

## Население
Численность населения в 1905 году составляла 210 человек.
| 2002 | 2009 | 2010 | 2013 |
| ---- | ---- | ---- | ---- |
| 49   | ↘40  | →40  | ↘36  |

## Улицы
- ул. Верхняя Сельга
- ул. Нижняя Сельга